# Piotr Haren
Piotr Haren (ur. 2 maja 1970 w Łodzi) – duński piłkarz polskiego pochodzenia, grający na pozycji obrońcy.

## Życiorys
Jest synem Janusza (zawodnika m.in. ŁKS Łódź i Widzewa Łódź) oraz Teresy. W 1975 roku rodzina Harenów przeprowadziła się do Danii. Piotr Haren rozpoczynał juniorską karierę w B 93, mając osiem lat. Od 1986 roku był juniorem KB. W 1989 roku został wcielony do pierwszej kadry zespołu. Wiosną 1992 roku został piłkarzem BK Frem. W okresie gry w tym klubie został przekwalifikowany z napastnika na obrońcę. Początkowo występował w rezerwach Frem, a przed rozpoczęciem sezonu 1992/1993 został włączony do pierwszej drużyny. W Superligaen zadebiutował 23 sierpnia w zremisowanym 1:1 spotkaniu z Aarhus GF. Po zakończeniu sezonu przeszedł do Lyngby BK. W klubie tym występował do 1998 roku, rozgrywając w jego barwach 105 ligowych spotkań. Następnie podpisał kontrakt z FC København. W 2000 roku został piłkarzem Aarhus GF. Karierę zakończył na początku 2002 roku, rozegrawszy 161 spotkań w Superligaen. Występował także w młodzieżowych reprezentacjach Danii.
Po zakończeniu kariery zawodniczej w latach 2015–2018 pełnił funkcję asystenta trenera w Hellerup IK, a od września do listopada 2018 roku był tymczasowym trenerem tego klubu. W styczniu 2019 roku został trenerem juniorów Lyngby BK.
Jego dziećmi są Lucas i Rebecca, którzy są piłkarzami.

## Statystyki ligowe
| Sezon         | Klub         | Liga        | Mecze | Gole |
| ------------- | ------------ | ----------- | ----- | ---- |
| 1992/1993     | BK Frem      | Superligaen | 11    | 0    |
| 1993/1994     | Lyngby BK    | Superligaen | 16    | 2    |
| 1994/1995     | Lyngby BK    | Superligaen | 29    | 7    |
| 1995/1996     | Lyngby BK    | Superligaen | 2     | 0    |
| 1996/1997     | Lyngby BK    | Superligaen | 31    | 0    |
| 1997/1998     | Lyngby BK    | Superligaen | 27    | 0    |
| 1998/1999     | FC København | Superligaen | 22    | 0    |
| 1999/2000     | FC København | Superligaen | 17    | 0    |
| 2000/2001 (j) | FC København | Superligaen | 2     | 0    |
| 2000/2001     | Aarhus GF    | Superligaen | 4     | 0    |